# Drop Down Gods
Drop Down Gods — рок-гурт із міста Грац, Австрія. Грає в стилях альтернативний рок, прогресивний рок, індастріал-рок. Гурт виник у 2006 році на основі сольного проєкту Empathy. Його музиці притаманні виразні мелодії, чіткі ритми, активне використання електронних ефектів та глибокі тексти.

## Склад
- Вольфганг Єлінек (Wolfgang Jelinek, до 2018 року Csacsinovits) — вокал, гітара, написання пісень, продюсер
- Бернгардт Керн (Bernhard Kern) — ударні, ко-продюсер (до 2015 року)

Бернгардт Керн був барабанщиком і співавтором альбому 100 Reasons. У 2015 році він покинув гурт, і відтоді Drop Down Gods — це сольний проєкт Вольфганга Єлінека, який грає на всіх інструментах, є вокалістом і продюсером.

## Дискографія

### Альбоми
- Tiny Machines[2] (2003)
- 100 Reasons[3] (2009)
- Bubbles[4] (2017)

### Мініальбоми
- Kamikaze Pilot[5] (2007)
- Puppet Strings[6] (2024)

У жовтні 2023 року всі альбоми Drop Down Gods додані до основних цифрових платформ — Spotify, Apple Music і Youtube.